# یوفو (گروه موسیقی)
یوفو (به انگلیسی: UFO) یک گروه هارد راک و هوی متال انگلیسی است که در ۱۹۶۹ در لندن شکل گرفت. یوفو گروهی است که دوران فعالیتش از انتقال بین سه سبک هارد راک، هوی متال و موج نو هوی متال انگلیسی شکل گرفته‌است. موسیقی یوفو در دههٔ ۸۰ میلادی بر روی موسیقی بسیاری گروه‌ها تأثیر گذاشته‌است از جمله می‌توان به استیو هریس از آیرن میدن، کرک همت از متالیکا و دیو ماستین از مگادث اشاره کرد.
در رده‌بندی ۱۰۰ گروه برتر هارد راک وی‌اچ‌وان، نام یوفو در رده ۸۴ قرار گرفته‌است.

## درباره

### سال‌های آغازین
در اوت ۱۹۶۹ فیل مگ خواننده، میک بولتون نوازنده گیتار، پیت وی نوازنده گیتار باس و اندی پارکر نوازنده درامز گروه یوفو را تشکیل دادند. هوکاس پوکاس نامی بود که ابتدا برای گروه انتخاب شد ولی در اکتبر ۱۹۶۹ گروه به احترام کلابی در لندن که آن‌ها در آن با نوئل مور ملاقات کردند و او برای آن‌ها ترتیب عقد یک قرارداد برای ضبط موسیقی شان با شرکت Beacon Records داد، نام گروه را به یوفو تغییر نام داد. اولین آلبوم آن‌ها UFO ۱ نام گرفت که در ۱۹۷۰ منتشر شد. آلبوم سبک بلوز و هارد راک داشت. انتشار آلبوم موفقیت‌هایی را برای گروه در ژاپن و آلمان به همراه داشت. آلبوم Flying در ۱۹۷۱ توسط گروه منتشر شد و این آلبوم هم به موفقیت‌هایی دست یافت.
دوران ابتدایی موسیقی یوفو بسیار تحت تأثیر موسیقی سبک اسپیس راک قرار داشت به‌خصوص این موضوع در آلبوم دوم گروه به راحتی قابل تشخیص است. البته گروه بعدها از این سبک را رها کرد. در ژانویه ۱۹۷۲ میک بولتون از گروه جدا شد و یوفو تلاش برای پیدا کردن یک نوازندهٔ گیتار جدید را آغاز کرد.

### دوران اوج
پس از امتحان چندین نوازنده گیتار مختلف سرانجام ژوئن ۱۹۷۳ مایکل شنکر از گروه اسکورپیونز به گروه پیوست. پیوستن شنکر به اعتقاد بسیاری از منتقدان سرنوشت یوفو را عوض کرد و امروز یوفو این شهرت را مدیون اوست. مایکل شنکر آن زمان فقط ۱۶ سال داشت ولی نوازنده‌ای استثنایی بود. گروه با همراهی عضو جدید با یک شرکت نشر جدید به نام Chrysalis Records و یک تهیه‌کننده جدید شروع به کار کرد. آلبوم Phenomenon در مه ۱۹۷۴ با ۱۰ قطعه منتشر شد. در این آلبوم یوفو سبک اسپیس راک را کنار گذاشت و آلبوم شامل قطعاتی بود که هواداران آن را بسیار دوست می‌دارند تا حدی که قطعه "Doctor Doctor" توسط آیرن میدن زمانی که بلیز بایلی خواننده گروه بود، به صورت دوباره نوازی اجرا شد. در زمان اجرای تور Phenomenon به‌طور موقت پائول چپمن نوازنده گیتار سابق گروه اسکید رو به گروه پیوست اما در ژانویه ۱۹۷۵ از گروه جدا شد.
ژوئیه ۱۹۷۵ یوفو آلبوم Force It را منتشر نمود. این آلبوم چهارمین آلبوم استودیویی گروه بود. آلبوم Force It موفق شد در چارت ایالات متحده آمریکا به مقام اول دست بیابد. این آلبوم شامل ۹ قطعه بود. در ۱۹۷۶ آلبوم دیگری به نام No Heavy Petting ضبط و منتشر شد و اولین آلبوم یوفو لقب گرفت که در آن کیبورد در آن نقش داشت. در این آلبوم دنی پیرونل نوازندگی کیبورد را بر عهده داشت (پیرونل در اوت ۱۹۷۵ از گروه جدا شد). برگزاری تور برای این دو آلبوم باعث شد تا یوفو در آمریکا و انگلستان به شهرت برسد.
پس از تغییراتی پیاپی برای نوازندگی کیبورد، سرانجام در ژوئیه ۱۹۷۶ پائول ریموند نوازنده کیبورد و گیتار به گروه پیوست. در ۱۹۷۷ یوفو آلبوم Lights Out را به هواداران خود عرضه نمود، آلبومی که به اعتقاد بسیاری از منتقدان نقطه اوج یوفو محسوب می‌شود. این آلبوم موفق شد تا در چارت مجله بیلبورد به مقام ۲۳ برسد.
پس از یک دور موفقیت‌آمیز اعضای گروه دوباره در استودیو جمع شدند و آلبوم Obsession را ضبط و منتشر کردند. پس از انتشار آلبوم گروه توری را در آمریکا برگزار کرد و آلبوم اجرای زنده Strangers In The Night را منتشر کرد، آلبوم موفقی که در چارت بریتانیا مقام اول را از آن خود کرد.

### جدایی شنکر و سال‌های پس از آن
در اواخر دههٔ ۷۰ میلادی مایکل شنکر به علت مشکلات شخصی به الکل پناه برد، امتداد این مسئله باعث کشمکش‌ها و مشکلاتی میان شنکر و مگ شد. سرانجام در اکتبر ۱۹۷۸ شنکر گروه را ترک گفت و برای مدت کوتاهی دوباره به اسکورپیونز پیوست و پس از آن گروه مایکل شنکر را تشکیل داد.
پس از جدایی شنکر، یوفو دوباره از پائول چپمن برای نوازندگی گیتار دعوت کرد. پس از پیوستن چپمن به گروه، در ژانویه ۱۹۸۰ گروه آلبوم ای پی No Place To Run را منتشر ساخت. این آلبوم توسط تهیه‌کننده آلبوم‌های بیتلز یعنی جرج مارتین تهیه شد اما آلبوم موفقیتی کسب نکرد. پس از برگزاری تور این آلبوم پائول ریموند از گروه جدا می‌شود و جای خود را برای چند ماه به جان اسلومن از اوریا هیپ می‌دهد و پس از آن نیل کارتر نوازنده گیتار وایلد هورسز به گروه می‌پیوندد. آلبوم The Wild, The Willing And The Innocent در ۱۹۸۱ با تهیه‌کنندگی خود یوفو در سبک پاپ راک که آن زمان متداول بود منتشر می‌شود. آلبوم در بریتانیا تا حدی موفق به نظر می‌رسد.
در فوریه ۱۹۸۲ یوفو آلبوم Mechanix را منتشر ساخت. چندی بعد نوازنده گیتار باس گروه، پیت وی، گروه را ترک گفت و جای خود را به بیلی شیهان افسانه‌ای داد. در ۱۹۸۳ یوفو آلبوم Making Contact را منتشر کرد اما این آلبوم هم از لحاظ تجاری و منتقدین شکست خورد. شکست‌های پیاپی پس از رفتن شنکر از گروه، اعضا را به این نتیجه رساند که باید گروه را تعطیل کنند.
دو سال بعد فیل مگ دوباره یوفو را با اعضایی جدید راه انداخت و Misdemeanor را منتشر ساخت. این آلبوم در واقع دنباله آلبوم ای پی Ain't Misbehavin' بود که در ۱۹۸۸ منتشر شد. گروه با اعضای جدید هم موفق نبود پس دوباره گروه تعطیل شد.

### تشکیل مجدد
سال ۱۹۹۲ مگ و وی تصمیم بر آن گرفتند تا با استفاده از کلایو ادوارد و لارن آرچر یوفو را دوباره تشکیل دهند. آلبوم High Stakes & Dangerous Men در همان سال با اعضای جدید، منتشر شد. در ضبط و انتشار این آلبوم گروه از یک ناشر مستقل تقریباً کوچک و ناشناس استفاده کرد، آلبوم برای تشویق دوباره گروه برای ادامه همکاری کافی بود. در ادامه دوباره یوفو با چهرهٔ دههٔ ۷۰ خود ظاهر شد و شنکر دوباره به گروه پیوست. آلبوم Walk on Water در ۱۹۹۵ با حضور مجدد مایکل شنکر منتشر شد. سال ۲۰۰۰ یوفو آلبوم Covenant را منتشر نمود که در این آلبوم هم شنکر نقش نوازنده گیتار را بر عهده داشت. آلبوم Sharks در ۲۰۰۲ میلادی منتشر شد، این آلبوم آخرین باری بود که شنکر با گروه همراه بود، در میانه برگزاری تور این آلبوم شنکر از گروه جدا شد و دوباره گروه به حالت تعلیق درآمد.
سال ۲۰۰۲ پس از جدایی شنکر یوفو از نوازنده گیتار استثنایی دیگری به نام وینی مور دعوت کرد تا به گروه بپیوندد و او هم این پیشنهاد را پذیرفت. سال ۲۰۰۴ هجدهمین آلبوم یوفو با نام You Are Here توسط شرکت SPV منتشر شد. وینی مور نوازندگی گیتار را بر عهده داشت و همچنین جیسون بونام که نوازنده درامز جدید گروه بود در این آلبوم نقش نوازندگی درامز را بر عهده داشت. در سپتامبر ۲۰۰۶، یوفو آلبوم The Monkey Puzzle را منتشر نمود. آلبوم بعدی آن‌ها که بیستمین آلبوم استودیویی یوفو است در ژانویه ۲۰۰۹ با نام The Visitor
 منتشر شد، در ضبط این آلبوم نوازنده گیتار باس اصلی گروه یعنی پیت وی به دلیل مشکلات سلامتی و بیماری حاضر نبود.

## اعضای گروه

### اعضای کنونی
- فیل مگ - خواننده
- وینی مور - نوازنده گیتار
- پائول ریموند - نوازنده گیتار و نوازنده کیبورد الکتریک
- پیت وی - نوازنده گیتار باس
- اندی پارکر - نوازنده درامز

### اعضای پیشین
- مایکل شنکر - نوازنده گیتار
- پائول چپمن - نوازنده گیتار
- لارنس آرچر - نوازنده گیتار
- برنی مارسدن - نوازنده گیتار
- لری ولیس - نوازنده گیتار
- بیلی شیهان - نوازنده گیتار باس
- آیزلی دانبار - نوازنده درامز
- رابی فرنس - نوازنده درامز
- جیسون بونام - نوازنده درامز
- سیمون رایت - نوازنده درامز
- نیل کارتر - نوازنده گیتار و نوازنده کیبورد الکتریک
- پائول‌گری - نوازنده گیتار باس
- میک بولتون - نوازنده گیتار
- کلایو ادواردز - نوازنده درامز
- دنی پیرونل - نوازنده کیبورد و پیانو

## آلبوم‌ها
| سال انتشار | نام آلبوم                              |
| ---------- | -------------------------------------- |
| ۱۹۷۰       | UFO ۱                                  |
| ۱۹۷۱       | Flying                                 |
| ۱۹۷۴       | Phenomenon                             |
| ۱۹۷۵       | Force It                               |
| ۱۹۷۶       | No Heavy Petting                       |
| ۱۹۷۷       | Lights Out                             |
| ۱۹۷۸       | Obsession                              |
| ۱۹۸۰       | No Place to Run                        |
| ۱۹۸۱       | The Wild, the Willing and the Innocent |
| ۱۹۸۲       | Mechanix                               |
| ۱۹۸۳       | Making Contact                         |
| ۱۹۸۵       | Misdemeanor                            |
| ۱۹۸۸       | Ain't Misbehavin'                      |
| ۱۹۹۲       | High Stakes & Dangerous Men            |
| ۱۹۹۵       | Walk on Water                          |
| ۲۰۰۰       | Covenant                               |
| ۲۰۰۲       | Sharks                                 |
| ۲۰۰۴       | You Are Here                           |
| ۲۰۰۶       | The Monkey Puzzle                      |
| ۲۰۰۹       | The Visitor                            |